# Dembi Dolo
Dembi Dolo, voorheen Sayo of Saïo, is een marktstad en woreda in zuidwest Ethiopië. Het is de hoofdstad van het Kelam Welega district van Oromia en ligt tussen de 1701 en 1827 meter boven de zeespiegel. Dembi Dolo is bekend voor zijn goudsmeedwerk en tejproductie. De stad bezit ook een vliegveld.

## Geschiedenis

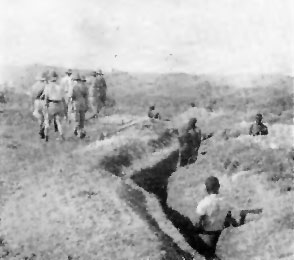
Italiaanse loopgraaf ingenomen door Force Publique (1941)

De stad was oorspronkelijk bekend als Sayo, naar het semi-autonome koninkrijk waaronder het gebied in de jaren na 1900 viel. Tegen 1920 werd Sayo de zetel van de gouverneurs over dit deel van Zuid-West-Ethiopië, tot de Italiaanse verovering van 1936. In deze periode was Sayo een handelscentrum van waaruit grote hoeveelheden koffiebonen geëxporteerd werden naar Soedan, naast was en huiden. Toen keizer Iyasu V de stad rond 1912 bezocht, werd hij verwelkomd door dejazmach Calimocho.
In de Tweede Wereldoorlog verloren de Italiaanse fascisten hun greep op de stad door toedoen van de Force Publique, deel van de Vrije Belgische Strijdkrachten. Vanaf maart 1941 belegerden ze het Italiaanse garnizoen in het fort op de heuveltop. Op 6 juli gaf generaal Pietro Gazzera zich over met meer dan 6.000 manschappen. Aan Belgisch-Congolese zijde waren in de operatie bijna vijfhonderd soldaten omgekomen.
Onder Haile Selassie, wiens regering in 1942 hersteld was, werd Dembi Dolo in 1957 een First Class Township. Datzelfde jaar opende de Commercial Bank of Ethiopia er een kantoor.
De opstand van de Oromo tegen de centrale Derg bracht opnieuw oorlog naar de stad. In 1991 behaalde het Oromo Bevrijdingsfront bij Dembi Dolo een overwinning die aan 700 regeringssoldaten het leven kostte. Nadien ging het bevrijdingsfront Dembi Dolo en omgeving besturen, om zich het volgende jaar terug te trekken na weerstand van de Oromo Peoples' Democratic Organization. Daarop slaagden de troepen van het Ethiopisch Volksrevolutionair Democratisch Front erin Dembi Dolo te heroveren. De leden van het bevrijdingsfront werden in ballingschap gedreven.
In 2017 nam de stad een modern waternet in gebruik.

## Demografie
De volkstelling van 2007 registreerde 29.448 inwoners (15.144 mannen en 14.304 vrouwen). Het grootste deel was protestant (58%), gevolgd Ethiopisch-orthodoxe christenen (30%), moslims (9%) en katholieken (2%).